# Bedřich Mudroch
Bedřich Mudroch , křtěný Bedřich Karel Antonín Augustin (11. srpna 1898 Bavorov - 24. května 1962 Mladá Boleslav), byl český malíř-krajinář, pedagog, ilustrátor a grafik.

## Život
Bedřich Mudroch se narodil v jihočeském městě Bavorov v rodině knížecího správce u Schwarzenbergů Bedřicha Mudrocha a jeho ženy Marie rodem Helebrantové. Školní docházku absolvoval v rodném Bavorově a v dalším studiu pokračoval na reálce v Písku. Následně se odebral za dalším studiem do Prahy, kde se školil ponejprve v letech 1917-1920 na umělecko-průmyslové škole u prof. E. Dítěte a V. H. Brunnera a poté tři roky na akademii umění u prof. M. Švabinského, kde se vzdělal v grafice. Dále ještě absolvoval tzv. "Učitelák" a následně působil jako středoškolský profesor.
Nejprve krátce vyučoval v Moravských Budějovicích a v Zábřehu na Moravě, poté v letech 1925-1938 v Trutnově, kde se krom své pedagogické činnosti věnoval též výtvarné práci loutkařské a výpravám českého ochotnického divadla v Trutnově, dále pak v letech 1938-1940 pobýval v Úpici. Od roku 1940 do konce svého života působil v Mladé Boleslavi, kde také koncem měsíce května roku 1962 zemřel.
Bedřich Mudroch poprvé vystavoval v roce 1922 v družině mladých výtvarníků "Preisler", od roku 1925 byl členem Umělecké Besedy a od roku 1933 pak člen "Sdružení výtvarných umělců Praha". Jeho dílo tvořily oleje, lepty, litografie, kresby a v neposlední řadě linoryty.

## Výstavy

### Autorské
- 1932 Bedřich Mudroch: Kresby, Krásná jizba Družstevní práce, Praha 1
- 1942 Bedřich Mudroch: Obrazy a kresby, Galerie Sdružení výtvarníků v Praze, Praha
- 1944 Bedřich Mudroch, Galerie Sdružení výtvarníků v Praze, Praha
- 1948 Bedřich Mudroch: Obrazy, Síň Sdružení výtvarníků Purkyně, Praha

### Kolektivní (výběr)
- 1927 Členská výstava Umělecké besedy, Obecní dům, Praha
- 1928 Československé výtvarné umění 1918 - 1928, Brno (Brno-město), Brno
- 1929 Umělecká beseda, Pražské vzorkové veletrhy, Praha
- 1930 Členská výstava Umělecké besedy, Obecní dům, Praha
- 1931 Členská výstava Umělecké besedy, Obecní dům, Praha
- 1934 Padesátá jubilejní členská výstava Sdružení výtvarníků v Praze 1924 - 1934, Obecní dům, Praha
- 1935 52. členská výstava Sdružení výtvarníků v Praze, Obecní dům, Praha
- 1936 54. členská výstava Sdružení výtvarníků v Praze, Obecní dům, Praha
- 1937 LIX. členská výstava Sdružení výtvarníků v Praze, Obecní dům, Praha
  - 60. členská výstava Sdružení výtvarníků v Praze, Olomouc (Olomouc), Olomouc
- 1938 LXII. členská výstava Sdružení výtvarníků v Praze, Obecní dům, Praha
  - Výstava Sdružení výtvarníků v Praze, Moravská Ostrava, Moravská Ostrava, Ostrava
  - K. Gabriel, J. Hodek, B. Mudroch, F. Soukup: Malířské soubory, Obecní dům, Praha
  - III. Zlínský salon, Studijní ústav, Zlín
- 1939 Národ svým výtvarným umělcům, Národohospodářský ústav, Mladá Boleslav
- 1941 100. jubilejní členská výstava Sdružení výtvarníků v Praze, Galerie Sdružení výtvarníků v Praze, Praha
  - Bílá Labuť českému umění, Bílá Labuť, Praha
- 1943 Umělci národu 1943, Praha
  - Die Künstler dem Volke / Umělci národu, Kolín
  - Přehlídka 99ti, Topičův salon, Praha
- 1944 Letní výstava 1944, Salon Výtvarné dílo, Praha
- 1945 Sdružení výtvarníků Purkyně: Obrazy, kresby, grafika, plastiky, Českomoravské strojírny - Kolbenka, Praha
  - Členská výstava Umělecké besedy, Obecní dům, Praha
- 1946 SV Purkyně: Kresby a akvarely, Síň Sdružení výtvarníků Purkyně, Praha

a mnoho dalších